# Філетизм
Філетизм або етнофілетизм  (грец. εθνοφυλετισμός, грец. έθνος - «нація», грец. φυλή — «плем'я»; грец. φυλετισμός — «расизм, трайбалізм») — теологічний термін прийнятий у православній церкві на означення явища змішування національного із церковним. Засуджений у 1872 році на Великому Помісному Соборі у Константинополі (Стамбулі) як єресь.
Загальний принцип негативної оцінки філетизму собор сформулював так:
В християнській церкві, спільнота якої є духовною і покликана її Головою і Засновником вмістити всі нації у одне християнське братерство, філетизм є чужим і цілковито немислимим» 

## Походження проблеми
Явище філетизму зачіпає одну із найскладніших еклезіологічних проблем розмежування національного та універсального у церковній структурі та практиці.
Традиційною основою на яку спирається вчення церкви у цьому питанні є слова апостола Павла про те, що після хрещення християни долають, характерні для цього світу, національні розділення та перетворюються на нову універсальну спільноту поєднану із Христом.
Однак в тій чи іншій формі національні та етнічні чинники впливали на організацію церкви вже від найдавніших часів, що засвідчують інші слова апостола Павла про передачу проповідницької місії язичникам йому, а євреям апостолу Петру
У своєму сучасному вигляді етнофілетизм сформувався на основі нового розуміння нації після Великої французької революції та у зв'язку із ростом у другій половині XIX століття національної свідомості балканських слов'ян, насамперед болгар.
Безпосереднім приводом до скликання собору 1872 року, де було засуджено етнофілетизм, став факт самовільного утворення болгарською общиною Константинополя церков призначених тільки для болгар. Цю подію вважають першим в історії православ'я випадком коли окрема парафія утворилась не за територіальною а за національною ознакою.

## Цікаві факти
На Всеправославному соборі на о. Криті 21 червня 2016 р. РПЦ була звинувачена в єресі етнофілетизму (див. Вселенські собори); звинувачення проголосив кіпрський архієпископ Хризостом II.

## Використані джерела
1. ↑  Papathomas, Grigorios (1995). Course of Canon Law — Appendix VI — canonical glossary. Paris.
2. ↑  Територіальна юрисдикція відповідно до православного канонічого права
3. ↑  A History of the Orthodox Church The Orthodox Churches In the 19th Century
4. ↑  послання апостола Павла до Колосян 3:11. Архів оригіналу за 5 березня 2016. Процитовано 20 листопада 2011. [Архівовано 2016-03-05 у Wayback Machine.]
5. ↑  послання апостола Павла до Галатів 2:7. Архів оригіналу за 27 серпня 2017. Процитовано 20 листопада 2011. [Архівовано 2017-08-27 у Wayback Machine.]
6. ↑  Hildo Bos and Jim Forest, ed (1999). For the Peace from Above: an Orthodox Resource Book on War, Peace and Nationalism. Syndesmos.
7. ↑  «Служать кесарю, не Богу: Всеправославний собор на Криті. Грецький патріарх звинуватив РПЦ в зраді віри». "Патріоти України". Архів оригіналу за 23-06-2016. Процитовано 23-06-2016.
8. ↑  «Служать кесарю, не Богу: Всеправославний собор на Криті. Грецький патріарх звинуватив РПЦ в зраді віри». "Life Invest". Архів оригіналу за 23-06-2016. Процитовано 23-06-2016.
9. ↑  «ΠΡΟΣΦΩΝΗΣΗ ΤΟΥ ΑΡΧΙΕΠΙΣΚΟΠΟΥ ΚΥΠΡΟΥ ΚΥΡΙΟΥ ΚΥΡΙΟΥ ΧΡΥΣΟΣΤΟΜΟΥ ΣΤΗΝ ΑΓΙΑ ΚΑΙ ΜΕΓΑΛΗ ΣΥΝΟΔΟ». "Official Site - The Holy and Great Council of the Orthodox Church". 20.06.2016. Архів оригіналу за 24.06.2016. Процитовано 24 червня 2016. εθνοφυλετισμού (гр.)
10. ↑  «Кипрский архиепископ Хризостом II обвинил руководство РПЦ в ереси этнофилетизма». газета "Вгору" (висока журналістика). 23.06.2016. Архів оригіналу за 24.06.2016. Процитовано 24.06.2016. (рос.)